# Nuevo Progreso, Ángel Albino Corzo
Nuevo Progreso är en ort i Mexiko.   Den ligger i kommunen Ángel Albino Corzo och delstaten Chiapas, i den sydöstra delen av landet, 800 km sydost om huvudstaden Mexico City. Nuevo Progreso ligger 906 meter över havet och antalet invånare är 134.
Terrängen runt Nuevo Progreso är huvudsakligen kuperad, men norrut är den bergig. Runt Nuevo Progreso är det ganska glesbefolkat, med 28 invånare per kvadratkilometer. Närmaste större samhälle är Angel Albino Corzo, 14,4 km nordväst om Nuevo Progreso. I omgivningarna runt Nuevo Progreso växer i huvudsak städsegrön lövskog.